# Dichanthium andringitrense
Dichanthium andringitrense är en gräsart som beskrevs av Aimée Antoinette Camus. Dichanthium andringitrense ingår i släktet Dichanthium och familjen gräs.
Artens utbredningsområde är Madagaskar. Inga underarter finns listade i Catalogue of Life.